# Identità di Pohozaev
L'identità di Pohozaev, o teorema di Pohozaev, è un importante risultato di analisi matematica impiegato nello studio delle equazioni ellittiche semilineari e non lineari. Esso, tramite un'identità, mette in relazione il comportamento di una soluzione di un'equazione differenziale ellittica sul bordo del dominio dove l'equazione è definita con il comportamento della soluzione all'interno del dominio stesso. Quindi in tutti i problemi in cui sono date le condizioni al bordo, si possono derivare importanti informazioni circa il comportamento delle soluzioni all'interno del dominio partendo dal loro comportamento della soluzione sul bordo del dominio, che è dato dal problema stesso. Questo risultato si presta in diversi modi a derivare stime di grandezze importanti nello studio delle equazioni ellittiche, come ad esempio la norma {\displaystyle L^{2}} (vedi Spazio Lp) del gradiente della soluzione.

## Enunciato
Sia {\displaystyle N\geq 2} e sia {\displaystyle \Omega \subset \mathbb {R} ^{N}} un dominio regolare e limitato. Sia {\displaystyle u\in C^{2}({\bar {\Omega }})}, dove  {\displaystyle {\bar {\Omega }}} indica la chiusura topologica di {\displaystyle \Omega }, una soluzione classica dell’equazione {\displaystyle -\Delta u=g(u)} in {\displaystyle \Omega }, con {\displaystyle g\colon \mathbb {R} \to \mathbb {R} } continua.
Allora, denotando con {\displaystyle \nu (x)} il versore normale esterno su {\displaystyle \partial \Omega } e con {\displaystyle G(t)=\int _{0}^{t}g(s)ds} una primitiva di {\displaystyle g}, si ha:
{\displaystyle N\int _{\Omega }G(u(x))dx-{\frac {N-2}{2}}\int _{\Omega }\vert \nabla u(x)\vert ^{2}dx=\int _{\partial \Omega }G(u(x))(x\cdot \nu (x))d\sigma +\int _{\partial \Omega }{\frac {\partial u}{\partial \nu }}(x)(x\cdot \nabla u(x))d\sigma -{\frac {1}{2}}\int _{\partial \Omega }\vert \nabla u(x)\vert ^{2}(x\cdot \nu (x))d\sigma ,}
dove {\displaystyle d\sigma } indica la misura sul bordo di {\displaystyle \Omega }.

## Caso di condizioni al bordo di Dirichlet
Nel caso in cui valga anche una condizione di Dirichlet omogenea, ossia l'equazione è del tipo
{\displaystyle {\begin{cases}-\Delta u(x)=g(u(x)),&\forall x\in \Omega ,\\u(x)=0,&\forall x\in \partial \Omega ,\end{cases}}}
sappiamo per il principio del massimo che {\displaystyle \nu (x)\parallel \Delta u(x)} dunque si ha che {\displaystyle \nu (x)=-{\frac {\nabla u(x)}{\vert \nabla u(x)\vert }}.} Quindi,
{\displaystyle {\frac {\partial u}{\partial \nu }}(x)=\nu (x)\cdot \nabla u(x)=-{\frac {\nabla u(x)\cdot \nabla u(x)}{\vert \nabla u(x)\vert }}=-\vert \nabla u(x)\vert .}
Usando queste due identità si ottiene che
{\displaystyle x\cdot \nabla u(x)=-(x\cdot \nu (x))\vert \nabla u(x)\vert =(x\cdot \nu (x)){\frac {\partial u}{\partial \nu }}(x).}
Inoltre, {\displaystyle \vert \nabla u(x)\vert ^{2}={\Big |}{\frac {\partial u}{\partial \nu }}(x){\Big |}^{2}}e dall'equazione stessa si ottiene che
{\displaystyle \int _{\Omega }\vert \nabla u(x)\vert ^{2}dx=\int _{\Omega }g(u(x))u(x)dx.}
Infine, essendo {\displaystyle G(0)=0} si ha che {\displaystyle G(u(x))=0} per ogni {\displaystyle x} in {\displaystyle \Omega }. Usando le identità appena ottenute nell'identità di Pohozaev, essa si riduce a
{\displaystyle N\int _{\Omega }G(u(x))dx+\left(1-{\frac {N}{2}}\right)\int _{\Omega }u(x)g(u(x))dx={\frac {1}{2}}\int _{\partial \Omega }(x\cdot \nu )\left({\frac {\partial u}{\partial \nu (x)}}(x)\right)^{2}d\sigma .}